# Llista de medallistes olímpics de futbol
Aquesta és una llista dels medallistes olímpics de futbol:

## Categoria masculina
| Edició               | Or | Argent | Bronze |
| 1900 París           | Regne UnitJ. H. Jones · Claude Buckenham · William Gosling · Alfred Chalk · T. E. Burridge · William Quash · Arthur Turner · F. G. Spackman · J. Nicholas · Walter John Zealley · A. Haslam | FrançaPierre Allemane · Louis Bach · Alfred Bloch · Fernand Canelle · R. Duparc · Eugène Fraysse · Virgile Gaillard · Georges Garnier · R. Grandjean · Lucien Huteau · Marcel Lambert · Maurice Macaire · Gaston Peltier | BèlgicaAlbert Delbecque · Hendrik van Heuckelum · Raul Kelecom · Marcel Leboutte · Lucien Londot · Ernest Moreau de Melen · Edmond Neefs · Georges Pelgrims · Alphonse Renier · Émile Spannoghe · Eric Thornton |
| 1904 St. Louis       | CanadàGeorge Ducker John Fraser John Gourlay Alexander Hall Albert Johnson Robert Lane Ernest Linton Gordon McDonald Frederick Steep Tom Taylor William Twaits Otto Christman Albert Henderson | Estats UnitsCharles Bartliff · Warren Brittingham · Oscar Brockmeyer · Alexander Cudmore · Charles January · John January · Thomas January · Raymond Lawler · Joseph Lydon · Louis Menges · Peter Ratican | Estats UnitsJoseph Brady · George Cooke · Thomas Cooke · Cormic Cosgrove · Edward Dierkes · Martin Dooling · Frank Frost · Claude Jameson · Henry Jameson · Johnson · Leo O'Connell · Harry Tate |
| 1908 Londres         | Regne UnitHorace Bailey Arthur Berry Frederick Chapman Walter Corbett Harold Hardman Robert Hawkes Kenneth Hunt Herbert Smith Harold Stapley Clyde Purnell Vivian Woodward | DinamarcaPeter Andersen · Harald Bohr · Charles Buchwald · Ludvig Drescher · Johannes Gandil · Harald Hansen · August Lindgren · Kristian Middelboe · Nils Middelboe · Sophus Nielsen · Oskar Nørland · Bjørn Rasmussen · Vilhelm Wolfhagen | Països BaixosReinier Beeuwkes · Frans de Bruijn Kops · Karel Heijting · Jan Kok · Bok de Korver · Emil Mundt · Louis Otten · Jops Reeman · Edu Snethlage · Ed Sol · Jan Thomée · Caius Welcker |
| 1912 Estocolm        | Regne UnitArthur Berry Ronald Brebner Thomas Burn Joseph Dines Edward Hanney Gordon Hoare Arthur Knight Henry Littlewort Ivan Sharpe Harold Walden Vivian Woodward Douglas McWhirter Harold Stamper Gordon Wright | DinamarcaPaul Berth · Charles Buchwald · Hjalmar Christoffersen · Harald Hansen · Sophus Hansen · Ivar Lykke · Nils Middelboe · Sophus Nielsen · Anthon Olsen · Axel Petersen · Vilhelm Wolfhagen · Emil Jørgensen · Oskar Nielsen · Poul Nielsen · Axel Thufason | Països BaixosNico Bouvy · Huug de Groot · Bok de Korver · Nico de Wolf · Constant Feith · Just Göbel · Dirk Lotsy · Caesar ten Cate · Jan van Breda Kolff · Jan Vos · David Wijnveldt · Piet Bouman · Joop Boutmy · Ge Fortgens · Jan van der Sluis |
| 1920 Anvers          | BèlgicaFélix Balyu · Désiré Bastin · Mathieu Bragard · Robert Coppée · Jean De Bie · André Fierens · Emile Hanse · Georges Hebdin · Louis van Hege · Henri Larnoe · Joseph Musch · Fernand Nisot · Armand Swartenbroeks · Oscar Verbeeck · Ivan Thys | EspanyaPatricio Arabolaza Mariano Arrate Juan Artola José María Belauste Sabino Bilbao Ramón Eguiazábal Ramón Gil Domingo Gómez-Acedo Silverio Izaguirre Rafael Moreno Luis Otero Francisco Pagazaurtundúa Josep Samitier Agustín Sancho Félix Sesúmaga Pedro Vallana Joaquín Vázquez Ricardo Zamora | Països BaixosArie Bieshaar · Leo Bosschart · Evert Bulder · Jaap Bulder · Harry Dénis · Jan van Dort · Ber Groosjohan · Felix von Heijden · Frits Kuipers · Dick MacNeill · Jan de Natris · Oscar van Rappard · Henk Steeman · Ben Verweij |
| 1924 París           | UruguaiJosé Andrade · Pedro Arispe · Pedro Céa · Alfredo Ghierra · Andrés Mazali · José Nasazzi · José Naya · Pedro Petrone · Ángel Romano · Héctor Scarone · Humberto Tomasina · Antonio Urdinarán · Santos Urdinarán · José Vidal · Alfredo Zibechi | SuïssaMax Abegglen · Félix Bédouret · Walter Dietrich · Karl Ehrenbolger · Paul Fässler · Edmond Kramer · Adolphe Mengotti · August Oberhauser · Robert Pache · Aron Pollitz · Hans Pulver · Rudolf Ramseyer · Adolphe Reymond · Paul Schmiedlin · Paul Sturzenegger | SuèciaAxel Alfredsson · Charles Brommesson · Gustaf Carlsson · Albin Dahl · Sven Friberg · Fritjof Hillén · Konrad Hirsch · Gunnar Holmberg · Per Kaufeldt · Tore Keller · Rudolf Kock · Sigfrid Lindberg · Sven Lindqvist · Evert Lundquist · Sten Mellgren · Sven Rydell · Harry Sundberg · Thorsten Svensson                                                                                     |
| 1928 Amsterdam       | UruguaiJosé Andrade · Pedro Arispe · Juan Arremón · René Borjas · Antonio Campolo · Adhemar Canavesi · Héctor Castro · Pedro Céa · Lorenzo Fernández · Roberto Figueroa · Alvaro Gestido · Andrés Mazali · José Nasazzi · Pedro Petrone · Juan Píriz · Héctor Scarone · Santos Urdinarán · Peregrino Anselmo · Venancio Bartibas · Fausto Batignani · Ángel Melogno · Domingo Tejera ·                | ArgentinaLudovico Bidoglio · Ángel Bossio · Saúl Calandra · Alfredo Carricaberry · Roberto Cherro · Octavio Díaz · Juan Evaristo · Manuel Ferreira · Enrique Gainzarain · Ángel Médici · Luis Monti · Rodolfo Orlandini · Raimundo Orsi · Fernando Paternoster · Feliciano Perducca · Domingo Tarasconi · Alfredo Helman · Segundo Luna · Pedro Ochoa · Natalio Perinetti · Luis Weihmuller · Adolfo Zumelzú ·  | ItàliaAdolfo Baloncieri Elvio Banchero Delfo Bellini Fulvio Bernardini Umberto Caligaris Giampiero Combi Giovanni De Prà Pietro Genovesi Antonio Janni Virgilio Levratto Mario Magnozzi Silvio Pietroboni Alfredo Pitto Enrico Rivolta Virginio Rosetta Gino Rossetti Angelo Schiavio Valentino Degani Attilio Ferraris Felice Gasperi Pietro Pastore Andrea Viviano                                |
| 1932 Los Angeles     | No fou inclòs en el programa olímpic | No fou inclòs en el programa olímpic | No fou inclòs en el programa olímpic |
| 1936 Berlín          | ItàliaGiuseppe Baldo Sergio Bertoni Carlo Biagi Giulio Cappelli Alfredo Foni Annibale Frossi Francesco Gabriotti Ugo Locatelli Libero Marchini Alfonso Negro Achille Piccini Pietro Rava Luigi Scarabello Bruno Venturini | ÀustriaFranz Fuchsberger · Max Hofmeister · Eduard Kainberger · Karl Kainberger · Martin Kargl · Josef Kitzmüller · Anton Krenn · Ernst Künz · Adolf Laudon · Franz Mandl · Klement Steinmetz · Karl Wallmüller · Walter Werginz | NoruegaArne Brustad · Nils Eriksen · Odd Frantzen · Sverre Hansen · Rolf Holmberg · Øivind Holmsen · Fredrik Horn · Magnar Isaksen · Henry Johansen · Jørgen Juve · Reidar Kvammen · Alf Martinsen · Magdalon Monsen · Frithjof Ulleberg |
| 1948 Londres         | Suècia Torsten Lindberg · Kalle Svensson · Knut Nordahl · Erik Nilsson · Birger Rosengren · Bertil Nordahl · Sune Andersson · Kjell Rosén · Gunnar Gren · Gunnar Nordahl · Henry Carlsson · Nils Liedholm · Börje Leander · Pär Bengtsson · Rune Emanuelsson · Egon Jönsson · Stellan Nilsson · Stig Nyström                                                                                          | Iugoslàvia Aleksandar Atanacković · Stjepan Bobek · Božo Broketa · Miroslav Brozović · Željko Čajkovski · Zlatko Čajkovski · Zvonimir Cimermančić · Ivan Jazbinšek · Miodrag Jovanović · Ratko Kacijan · Ljubomir Lovrić · Frane Matošić · Prvoslav Mihajlović · Rajko Mitić · Bela Palfi · Miomir Petrović · Franjo Šoštarić · Branko Stanković · Josip Takač · Kosta Tomašević · Bernard Vukas · Franjo Wölfl | Dinamarca Knud Bastrup-Birk · Hans Colberg · Edvin Hansen · John Hansen · Jørgen W. Hansen · Karl Aage Hansen · Erik Kuld Jensen · Ivan Jensen · Ove Jensen · Hans Viggo Jensen · Per Knudsen · Knud Lundberg · Eigil Nielsen · Knud Børge Overgaard · Poul Petersen · Axel Pilmark · Johannes Pløger · Carl Aage Præst · Holger Seebach · Erling Sørensen · Jørgen Leschly Sørensen · Dion Ørnvold |
| 1952 Hèlsinki        | HongriaGyula Grosics Jenő Dálnoki Mihály Lantos Imre Kovács Gyula Lóránt József Bozsik László Budai Sándor Kocsis Nándor Hidegkuti Ferenc Puskás Zoltán Czibor Jenő Buzánszky József Zakariás Lajos Csordás Péter Palotás | IugoslàviaVladimir Beara · Branko Stanković · Tomislav Crnković · Zlatko Čajkovski · Ivan Horvat · Vujadin Boškov · Tihomir Ognjanov · Rajko Mitić · Bernard Vukas · Stjepan Bobek · Branko Zebec · Dušan Cvetković · Milorad Diskić · Ratko Čolić · Slavko Luštica · Zdravko Rajkov · Vladimir Čonč · Vladimir Firm                                                                                            | SuèciaKalle Svensson · Lennart Samuelsson · Erik Nilsson · Holger Hansson · Bengt Gustavsson · Gösta Lindh · Sylve Bengtsson · Gösta Löfgren · Ingvar Rydell · Yngve Brodd · Gösta Sandberg · Olof Ahlund |
| 1956 Melbourne       | URSSLev Iaixin · Nikolai Tishchenko · Mikhail Ogonkov · Aleksei Paramonov · Anatoli Bashashkin · Ígor Neto · Boris Tatushin · Anatoli Isayev · Eduard Streltsov · Valentin Ivanov · Vladimir Ryzhkin · Boris Kuznetsov · Yozhef Betsa · Sergei Salnikov · Boris Razinsky · Anatoli Maslyonkin · Anatoli Ilyin · Nikita Simonian                                                                       | IugoslàviaPetar Radenković · Mladen Koščak · Nikola Radović · Ivan Šantek · Ljubiša Spajić · Dobroslav Krstić · Dragoslav Šekularac · Zlatko Papec · Sava Antić · Todor Veselinović · Muhamed Mujić · Blagoje Vidinić · Ibrahim Biogradlić · Luka Liposinović | BulgàriaStefan Bozhkov Gueorgui Naydenov Kiril Rakarov Manol Manolov Nikola Kovachev Panayot Panayotov Ivan Kolev Krum Yanev Gavril Stoyanov Todor Diev Yosif Yosifov Gueorgui Dimitrov Milcho Goranov Dimitar Milanov |
| 1960 Roma            | IugoslàviaAndrija Ankovicć · Vladimir Durković · Milan Galić · Fahrudin Jusufi · Tomislav Knez · Borivoje Kostić · Aleksandar Kozlina · Dušan Maravić · Željko Matuš · Željko Perušić · Novak Roganović · Velimir Sombolac · Milutin Šoškić · Silvester Takač · Blagoje Vidinić · Ante Zanetić | DinamarcaPaul Andersen · John Danielsen · Henning Enoksen · Henry From · Bent Hansen · Poul Jensen · Hans Nielsen · Harald Nielsen · Fleming Nielsen · Poul Pedersen · Jørn Sørensen · Tommy Troelsen | HongriaFlórian Albert · Jenő Dálnoki · Zoltán Dudás · János Dunai · Lajos Faragó · János Göröcs · Ferenc Kovács · Dezső Novák · Pál Orosz · László Pál · Tibor Pál · Gyula Rákosi · Imre Sátori · Ernő Solymosi · Gábor Török · Pál Várhidi · Oszkár Vilezsál |
| 1964 Tòquio          | HongriaFerenc Bene · Tibor Csernai · János Farkas · József Gelei · Kálmán Ihász · Sándor Katona · Imre Komora · Ferenc Nógrádi · Dezső Novák · Árpád Orbán · Károly Palotai · Antal Szentmihályi · Gusztáv Szepesi · Zoltán Varga | TxecoslovàquiaJan Brumovský · Ludovít Cvetler · Ján Geleta · František Knebort · Karel Knesl · Karel Lichtnégl · Vojtech Masný · Štefan Matlák · Ivan Mráz · Karel Nepomucký · Zdeněk Pičman · František Schmucker · Anton Švajlen · Anton Urban · František Valošek · Josef Vojta · Vladimír Weiss | AlemanyaGerd Backhaus · Wolfgang Barthels · Bernd Bauchspieß · Gerhard Körner · Otto Fräßdorf · Henning Frenzel · Dieter Engelhardt · Herbert Pankau · Manfred Geisler · Jürgen Heinsch · Klaus Lisiewicz · Jürgen Nöldner · Peter Rock · Klaus-Dieter Seehaus · Hermann Stöcker · Werner Unger · Klaus Urbanczyk · Eberhard Vogel · Manfred Walter · Horst Weigang                                 |
| 1968 Ciutat de Mèxic | HongriaIstván Básti · Antal Dunai · Lajos Dunai · Ernő Noskó · Dezső Novák · Károly Fatér · László Fazekas · István Juhász · László Keglovich · Lajos Kocsis · Iván Menczel · László Nagy · Miklós Páncsics · István Sárközi · Lajos Szűcs · Zoltan Szarka · Miklós Szalai · Gábor Sárközi | BulgàriaStoyan Yordanov Atanas Gerov Gueorgui Hristakiev Milko Gaydarski Kiril Ivkov Ivaylo Gueorguiev Tsvetan Dimitrov Evgeni Yanchovski Petr Jèkov Atanas Hhristov Asparuh Donev Kiril Hristov Gueorgui Ivanov Todor Nikolov Yancho Dimitrov Ivan Zafirov Mihail Gyonin Gueorgui Vasilev | JapóKenzo Yokoyama · Hiroshi Katayama · Masakatsu Miyamoto · Yoshitada Yamaguchi · Mitsuo Kamata · Ryozo Suzuki · Kiyoshi Tomizawa · Takaji Mori · Aritatsu Ogi · Eizo Yuguchi · Shigeo Yaegashi · Teruki Miyamoto · Masashi Watanabe · Yasuyuki Kuwahara · Kunishige Kamamoto · Ikuo Matsumoto · Ryuichi Sugiyama · Masahiro Hamazaki ·                                                            |
| 1972 Múnic           | PolòniaHubert Kostka · Zbigniew Gut · Jerzy Gorgoń · Zygmunt Anczok · Lesław Ćmikiewicz · Zygmunt Maszczyk · Jerzy Kraska · Kazimierz Deyna · Zygfryd Szołtysik · Włodzimierz Lubański · Robert Gadocha · Ryszard Szymczak · Antoni Szymanowski · Joachim Marx · Grzegorz Lato · Marian Ostafiński · Kazimierz Kmiecik                                                                                | HongriaIstván Géczi · Péter Vépi · Miklós Páncsics · Péter Juhász · Lajos Szűcs · Mihály Kozma · Antal Dunai · Lajos Kű · Béla Váradi · Ede Dunai · László Bálint · Lajos Kocsis · Kálmán Tóth · László Branikovics · József Kovács · Csaba Vidács · Adám Rothermel | URSSOleh Blokhín · Murtaz Khurtsilava · Yuri Istomin · Volodímir Kaplitxni · Viktor Kolotov · Ievgueni Lóvtxev · Sergei Olshansky · Evhen Rudakov · Vyacheslav Semyonov · Gennadi Yevriuzhikhin · Hovhannès Zanazanian · Andrei Yakubik · Arkadi Andreassian · Revaz Dzodzuaixvili · Yozhef Sabo · Yuri Yeliseyev · Vladimir Onischenko · Anatoliy Kuksov · Vladimir Pilguy                         |
| 1972 Múnic           | PolòniaHubert Kostka · Zbigniew Gut · Jerzy Gorgoń · Zygmunt Anczok · Lesław Ćmikiewicz · Zygmunt Maszczyk · Jerzy Kraska · Kazimierz Deyna · Zygfryd Szołtysik · Włodzimierz Lubański · Robert Gadocha · Ryszard Szymczak · Antoni Szymanowski · Joachim Marx · Grzegorz Lato · Marian Ostafiński · Kazimierz Kmiecik                                                                                | HongriaIstván Géczi · Péter Vépi · Miklós Páncsics · Péter Juhász · Lajos Szűcs · Mihály Kozma · Antal Dunai · Lajos Kű · Béla Váradi · Ede Dunai · László Bálint · Lajos Kocsis · Kálmán Tóth · László Branikovics · József Kovács · Csaba Vidács · Adám Rothermel | RDAJürgen Croy Manfred Zapf Konrad Weise Bernd Bransch Jürgen Pommerenke Jürgen Sparwasser Hans-Jürgen Kreische Joachim Streich Wolfgang Seguin Peter Ducke Frank Ganzera Lothar Kurbjuweit Eberhard Vogel Harald Irmscher Ralf Schulenberg Reinhard Hāfner Siegmar Watzlich |
| 1976 Mont-real       | RDAHans-Ulrich Grapenthin Wilfried Gröbner Jürgen Croy Gerd Weber Hans-Jürgen Dörner Konrad Weise Lothar Kurbjuweit Reinhard Lauck Gerd Heidler Reinhard Häfner Hans-Jürgen Riediger Bernd Bransch Martin Hoffmann Gerd Kische Wolfram Löwe Hartmut Schade Dieter Riedel | PolòniaJan Tomaszewski · Piotr Mowlik · Antoni Szymanowski · Jerzy Gorgoń · Wojciech Rudy · Władysław Żmuda · Zygmunt Maszczyk · Grzegorz Lato · Henryk Wawrowski · Henryk Kasperczak · Roman Ogaza · Kazimierz Kmiecik · Kazimierz Deyna · Andrzej Szarmach · Henryk Wieczorek · Lesław Ćmikiewicz · Jan Benigier ·                                                                                            | URSSVladimir Astapovsky · Anatoly Konjkov · Viktor Matvienko · Mykhailo Fomenko · Stefan Reshko · Vladimir Troshkin · David Kipiani · Vladimir Onischenko · Viktor Kolotov · Vladimir Veremeev · Oleh Blokhín · Leonid Buriak · Vladimir Fyodorov · Aleksandr Minayev · Viktor Zvyagintsev · Leonid Nazarenko · Aleksandr Prokhorov                                                                 |
| 1980 Moscou          | TxecoslovàquiaStanislav Seman · Luděk Macela · Josef Mazura · Libor Radimec · Zdeněk Rygel · Petr Němec · Ladislav Vízek · Jan Berger · Jindřich Svoboda · Luboš Pokluda · Werner Lička · Rostislav Václavíček · Jaroslav Netolička · Oldřich Rott · František Štambacher · František Kunzo | RDABodo Rudwaleit Arthur Ullrich Lothar Hause Frank Uhlig Frank Baum Rudiger Schnuphase Frank Terletzki Wolfgang Steinbach Jurgen Bahringer Werner Peter Dieter Kühn Norbert Trieloff Matthias Müller Matthias Liebers Bernd Jakubowski Wolf-Rudiger Netz | URSSRinat Dassàiev · Tengiz Sulakvelidze · Aleksandr Txivadze · Vagiz Khidiyatullin · Oleg Romantsev · Sergey Shavlo · Sergey Andreyev · Volodymyr Bezsonov · Yuri Gavrilov · Fyodor Cherenkov · Valery Gazzaev · Vladimir Pilguy · Serguei Baltatxa · Sergei Nikulin · Khorèn Oganessian · Aleksandr Prokopenko · Revaz Chelebadze                                                                 |
| 1984 Los Angeles     | FrançaWilliam Ayache · Michel Bensoussan · Michel Bibard · Dominique Bijotat · François Brisson · Patrick Cubaynes · Patrice Garande · Philippe Jeannol · Guy Lacombe · Jean-Claude Lemoult · Jean Philippe Rohr · Albert Rust · Didier Senac · Jean-Christophe Thouvenel · Jose Toure · Daniel Xuereb · Jean Louis Zanon                                                                             | BrasilPinga · David Cortez Silva · Milton Cruz · Luís Henrique Dias · Andre Luiz Ferreira · Mauro Galvão · Antonio José Gil · João Leiehart Neto · Gilmar Popoca · Silvinho · Gilmar · Ademir · Paulo Santos · Ronaldo Silva · Dunga · Francisco Vidal · Luiz Carlos Winck | IugoslàviaMirsad Baljić · Mehmed Baždarević · Vlado Capljić · Borislav Cvetković · Stjepan Deverić · Milko Djurovski · Marko Elsner · Nenad Gracan · Tomislav Ivković · Srečko Katanec · Branko Miljus · Mitar Mrkela · Jovica Nikolić · Ivan Pudar · Ljubomir Radanović · Admir Smajić · Dragan Stojković                                                                                          |
| 1988 Seül            | URSSDmitri Kharine · Gela Ketashvili · Igor Sklyarov · Oleksiy Cherednyk · Arvidas Yanonis · Vadym Tyshchenko · Yevgeni Kuznetsov · Igor Ponomaryov · Aleksandr Borodyuk · Igor Dobrovolski · Vladimir Liuty · Evgeni Jarovenko · Sergei Fokin · Vladimir Tatarchuk · Alexei Mikhailichenko · Aleksei Prudnikov · Viktor Losev · Sergei Gorlukovich · Yuri Savichev · Arminas Narbekovas              | BrasilTaffarel · José Carlos Araújo · Jorginho · Luís Carlos Winck · André Cruz · Joao Santos Batista · Ricardo Gomes · Ademir · Mazinho · Valdo Filho · Edmar Bernardes dos Santos · Andrade · Hamilton De Souza · Milton de Souza Filho · Geovani Silva · Neto · Sergio Donizete Luiz · Bebeto · Aloísio · Romário                                                                                            | RFAOliver Reck Michael Schulz Armin Görtz Wolfgang Funkel Thomas Hörster Olaf Janßen Rudolf Bommer Holger Fach Jürgen Klinsmann Wolfram Wuttke Frank Mill Uwe Kamps Roland Grahammer Thomas Häßler Christian Schreier Fritz Walter Ralf Sievers Gerhard Kleppinger Karlheinz Riedle Gunnar Sauer |
| 1992 Barcelona       | EspanyaJosé Emilio Amavisca · Rafael Berges · Santiago Cañizares · Abelardo · Albert Ferrer i Llopis · Josep Guardiola i Sala · Miguel Hernández Sánchez · Antoni Jiménez Sistachs · Mikel Lasa · Juan Manuel López · Javier Manjarín · Luis Enrique · Kiko Narváez · Alfonso Pérez · Antoni Pinilla · Francisco Soler Atencia · Gabriel Vidal · Roberto Solozábal · David Villabona · Francisco Veza | PolòniaDariusz Adamczuk · Marek Bajor · Jerzy Brzęczek · Marek Koźmiński · Dariusz Gęsior · Marcin Jałocha · Tomasz Łapiński · Tomasz Wałdoch · Aleksander Kłak · Andrzej Kobylański · Ryszard Staniek · Wojciech Kowalczyk · Andrzej Juskowiak · Grzegorz Mielcarski · Piotr Świerczewski · Mirosław Walogóra · Dariusz Kosela · Arkadiusz Onyszko · Dariusz Szubert · Tomasz Wieszczycki                      | GhanaJoachin Yaw Acheampong · Simon Addo · Sammi Adjei · Maxwell Konadu · Mamood Amadu · Isaac Asare · Frank Amankwah · Nii Lamptey · Bernard Aryee · Kwame Ayew · Mohammed Gargo · Mohammed Kalilu · Ibrahim Dossey · Samuel Osei Kuffour · Samuel Kumah · Anthony Mensah · Alex Nyarko · Yaw Preko · Shamo Quaye · Oli Rahman                                                                     |
| 1996 Atlanta         | NigèriaDaniel Amokachi · Emmanuel Amunike · Tijani Babangida · Celestine Babayaro · Emmanuel Babayaro · Teslim Fatusi · Victor Ikpeba · Dosu Joseph · Nwankwo Kanu · Garba Lawal · Abiodon Obafemi · Kingsley Obiekwu · Uche Okechukwu · Jay-Jay Okocha · Sunday Oliseh · Mobi Oparaku · Wilson Oruma · Taribo West                                                                                   | ArgentinaMatias Almeyda · Roberto Ayala · Christian Bassedas · Carlos Bossio · Pablo Cavallero · José Chamot · Hernán Crespo · Marcelo Delgado · Marcelo Gallardo · Claudio López · Gustavo Adrián López · Hugo Morales · Ariel Ortega · Pablo Paz · Hector Pineda · Roberto Sensini · Diego Simeone · Javier Zanetti                                                                                           | BrasilDida · Zé María · Aldair · Ronaldo · Flávio Conceição · Roberto Carlos · Bebeto · Amaral · Juninho · Rivaldo · Sávio · Danrlei · Narciso · André Luiz · Zé Elias · Marcelinho Paulista · Luizão · Ronaldo Guiaro |
| 2000 Sydney          | CamerunSamuel Eto'o · Serge Mimpo · Clement Beaud · Aaron Nguimbat · Joel Epalle · Modeste Mbami · Patrice Abanda · Nicolas Alnoudji · Daniel Bekono · Serge Branco · Lauren · Carlos Kameni · Patrick Mboma · Albert Meyong · Daniel Ngom Kome · Geremi · Patrick Suffo · Pierre Wome | EspanyaDavid Albelda · Iván Amaya · Miguel Ángel Angulo · Daniel Aranzubía · Joan Capdevila i Méndez · Jordi Ferron · Gabriel Garcia · Xavier Hernández · Jesús María Lacruz · Albert Luque · Carlos Marchena · Felip Ortiz · Carles Puyol · José María Romero · Ismael Ruiz · Raúl Tamudo · Toni Velamazán · Unai Vergara                                                                                      | XilePedro Reyes · Nelson Tapia · Iván Zamorano · Javier di Gregorio · Cristian Álvarez · Francisco Arrué · Pablo Contreras · Sebastián González · David Henríquez · Manuel Ibarra · Claudio Maldonado · Reinaldo Navia · Rodrigo Núñez · Rafael Olarra · Patricio Ormazábal · David Pizarro · Rodrigo Tello · Mauricio Rojas                                                                        |
| 2004 Atenes          | ArgentinaGerman Lux · Wilfredo Caballero · Roberto Ayala · Fabricio Coloccini · Gabriel Heinze · Clemente Rodriguez · Leandro Fernández · Javier Mascherano · Kily González · Andres D'Alessandro · Lucho González · Nicolás Medina · Cesar Delgado · Carlos Tévez · Mauro Rosales · Javier Saviola · Mariano González · Luciano Figueroa                                                             | ParaguaiRodrigo Romero · Emilio Martínez · Julio Manzur · Carlos Gamarra · José Devaca · Celso Esquivel · Pablo Gimenez · Edgar Barreto · Fredy Barreiro · Diego Figueredo · Aureliano Torres · Pedro Benitez · Julio César Enciso · Julio González · Ernesto Cristaldo · Osvaldo Díaz · José Cardozo · Diego Barreto                                                                                           | ItàliaIvan Pelizzoli · Marco Amelia · Emiliano Moretti · Matteo Ferrari · Andrea Barzagli · Cesare Bovo · Giorgio Chiellini · Daniele Bonera · Giampiero Pinzi · Angelo Palombo · Andrea Pirlo · Daniele De Rossi · Marco Donadel · Alberto Gilardino · Simone Del Nero · Giuseppe Sculli · Andrea Gasbarroni · Giandomenico Mesto                                                                  |
| 2008 Pequín          | ArgentinaOscar Ustari · Ezequiel Garay · Luciano Fabián Monzón · Pablo Zabaleta · Fernando Gago · Federico Fazio · José Ernesto Sosa · Éver Banega · Ezequiel Lavezzi · Juan Román Riquelme · Ángel Di María · Nicolás Pareja · Lautaro Acosta · Javier Mascherano · Lionel Messi · Sergio Agüero · Diego Buonanotte · Sergio Romero · Nicolas Navarro                                                | NigèriaAmbruse Vanzekin · Chibuzor Okonkwo · Onyekachi Apam · Dele Adeleye · Monday James · Chinedu Obasi · Sani Kaita · Victor Nsofor Obinna · Promise Isaac · Solomon Okoronkwo · Oluwafemi Ajilore · Olubayo Adefemi · Peter Odemwingie · Efe Ambrose · Victor Anichebe · Emmanuel Ekpo · Ikechukwu Ezenwa · Oladapo Olufemi                                                                                 | BrasilDiego Alves · Renan · Rafinha · Alex Silva · Thiago Silva · Marcelo · Ilsinho · Breno · Hernanes · Anderson · Lucas · Ronaldinho · Ramires · Diego · Thiago Neves · Alexandre Pato · Rafael Sóbis · Jô |
| 2012 Londres         | MèxicJosé Corona · Israel Jiménez · Carlos Salcido · Hiram Mier · Dárvin Chávez · Héctor Herrera · Javier Cortés · Marco Fabián · Oribe Peralta · Giovani dos Santos · Javier Aquino · Raúl Jiménez · Diego Reyes · Jorge Enríquez · Néstor Vidrio · Miguel Ángel Ponce · Néstor Araujo · José Antonio Rodríguez                                                                                      | BrasilGabriel · Rafael · Thiago Silva · Juan Jesus · Sandro · Marcelo · Lucas Moura · Rômulo · Leandro Damião · Oscar · Neymar · Hulk · Bruno Uvini · Danilo · Alex Sandro · Ganso · Alexandre Pato · Neto | Corea del SudJung Sung-ryong · Oh Jae-suk · Yun Suk-young · Kim Young-gwon · Kim Kee-hee · Ki Sung-yueng · Kim Bo-kyung · Baek Sung-dong · Ji Dong-won · Park Chu-young · Nam Tae-hee · Hwang Seok-ho · Koo Ja-cheol · Kim Chang-soo · Park Jong-Woo · Jung Woo-young · Kim Hyun-sung · Lee Bum-young                                                                                               |
| 2016 Rio             | BrasilWeverton · Zeca · Rodrigo Caio · Marquinhos · Renato Augusto · Douglas Santos · Luan · Rafinha · Gabriel · Neymar · Gabriel Jesus · Walace · William · Luan Garcia · Rodrigo Dourado · Thiago Maia · Felipe Anderson · Uilson · | AlemanyaTimo Horn · Jeremy Toljan · Lukas Klostermann · Matthias Ginter · Niklas Süle · Sven Bender · Max Meyer · Lars Bender · Davie Selke · Leon Goretzka · Julian Brandt · Jannik Huth · Philipp Max · Robert Bauer · Max Christiansen · Grischa Prömel · Serge Gnabry · Nils Petersen · Eric Oelschlägel | NigèriaDaniel Akpeyi · Muenfuh Sincere · Kingsley Madu · Shehu Abdullahi · Saturday Erimuya · William Troost-Ekong · Aminu Umar · Oghenekaro Etebo · Imoh Ezekiel · John Obi Mikel · Junior Ajayi · Popoola Saliu · Umar Sadiq · Azubuike Okechukwu · Ndifreke Udo · Stanley Amuzie · Usman Mohammed · Emmanuel Daniel                                                                              |
| 2020 Tòquio          | BrasilSantos · Gabriel Menino · Diego Carlos · Ricardo Graça · Douglas Luiz · Guilherme Arana · Paulinho · Bruno Guimarães · Matheus Cunha · Richarlison · Antony · Brenno · Dani Alves · Bruno Fuchs · Nino · Abner · Malcom · Matheus Henrique · Reinier · Claudinho · Gabriel Martinelli · Lucão                                                                                                   | EspanyaUnai Simón · Óscar Mingueza · Marc Cucurella · Pau Torres · Jesús Vallejo · Martín Zubimendi · Marco Asensio · Mikel Merino · Rafa Mir · Dani Ceballos · Mikel Oyarzabal · Eric García · Álvaro Fernández · Carlos Soler · Jon Moncayola · Pedri · Javi Puado · Óscar Gil · Dani Olmo · Juan Miranda · Bryan Gil · Iván Villar                                                                           | MèxicLuis Malagón · Jorge Sánchez · César Montes · Jesús Angulo · Johan Vásquez · Vladimir Loroña · Luis Romo · Carlos Rodríguez · Henry Martín · Diego Lainez · Alexis Vega · Adrián Mora · Guillermo Ochoa · Érick Aguirre · Uriel Antuna · José Joaquín Esquivel · Sebastián Córdova · Eduardo Aguirre · Ricardo Angulo · Fernando Beltrán · Roberto Alvarado · Sebastián Jurado                 |

## Categoria femenina
| Edició       | Or | Argent | Bronze |
| 1996 Atlanta | Estats UnitsMary Harvey · Cindy Parlow · Carla Overbeck · Tiffany Roberts · Brandi Chastain · Staci Wilson · Shannon MacMillan · Mia Hamm · Michelle Akers-Stahl · Julie Foudy · Carin Gabarra · Kristine Lilly · Joy Fawcett · Tisha Venturini · Tiffeny Milbrett · Briana Scurry                                                                                                | R.P. de la XinaZhong Honglian · Wang Liping · Fan Yunjie · Yu Hongqi · Xie Huilin · Zhaz Lihong · Wei Haiying · Shui Qingxia · Sun Wen · Liu Ailing · Sun Qingmei · Wen Lirong · Liu Ying · Chen Yufeng · Shi Guihong · Gao Hong | NoruegaBente Nordby · Agnete Carlsen · Gro Espeseth · Nina Nymark Andersen · Merete Myklebust · Hege Riise · Anne Nymark Andersen · Heidi Støre · Marianne Pettersen · Linda Medalen · Brit Sandaune · Kjersti Thun · Tina Svensson · Tone Haugen · Trine Tangeraas · Ann-Kristin Aarønes · Tone Gunn Frustøl · Reidun Seth · Ingrid Sternhoff                          |
| 2000 Sydney  | NoruegaGro Espeseth · Bente Nordby · Marianne Pettersen · Hege Riise · Kristin Bekkevold · Ragnhild Gulbrandsen · Solveig Gulbrandsen · Margunn Haugenes · Ingeborg Hovland · Christine Bøe Jensen · Silje Jørgensen · Monica Knudsen · Gøril Kringen · Unni Lehn · Dagny Mellgren · Anita Rapp · Brit Sandaune · Bente Kvitland                                                  | Estats UnitsBrandi Chastain · Joy Fawcett · Julie Foudy · Mia Hamm · Kristine Lilly · Tiffeny Milbrett · Carla Overbeck · Cindy Parlow · Briana Scurry · Lorrie Fair · Michelle French · Shannon MacMillan · Siri Mullinix · Christie Pearce · Nikki Serlenga · Danielle Slaton · Kate Sobrero · Sara Whalen                                                                                     | AlemanyaAriane Hingst · Melanie Hoffmann · Steffi Jones · Renate Lingor · Maren Meinert · Sandra Minnert · Claudia Mueller · Birgit Prinz · Silke Rottenberg · Kerstin Stegemann · Bettina Wiegmann · Tina Wunderlich · Nicole Brandebusemeyer · Nadine Angerer · Doris Fitschen · Jeannette Goette · Stefanie dick · Inka Grings                                       |
| 2004 Atenes  | Estats UnitsBriana Scurry · Heather Mitts · Christie Rampone · Cat Reddick · Lindsay Tarpley · Brandi Chastain · Shannon Boxx · Angela Hucles · Mia Hamm · Aly Wagner · Julie Foudy · Cindy Parlow · Kristine Lilly · Joy Fawcett · Kate Markgraf · Abby Wambach · Heather O'Reilly · Kristin Luckenbill                                                                          | BrasilAndréia · Maravilha · Mônica · Tânia · Juliana · Daniela · Rosana · Renata Costa · Aline · Formiga · Elaine · Maycon · Pretinha · Marta · Cristiane · Roseli · Dayane · Grazielle | AlemanyaSilke Rottenberg · Kerstin Stegeman · Kerstin Garefrekes · Steffi Jones · Sarah Guenther · Viola Odebrecht · Pia Wunderlich · Petra Wimbersky · Birgit Prinz · Renate Lingor · Martina Müller · Navina Omilade · Sandra Minnert · Isabell Bachor · Sonja Fuss · Conny Pohlers · Ariane Hingst · Nadine Angerer                                                  |
| 2008 Pequín  | Estats UnitsHope Solo · Heather Mitts · Christie Rampone · Rachel Buehler · Lindsay Tarpley · Natasha Kai · Shannon Boxx · Amy Rodriguez · Heather O'Reilly · Aly Wagner · Carli Lloyd · Lauren Cheney · Tobin Heath · Stephanie Cox · Kate Markgraf · Angela Hucles · Lori Chalupny · Nicole Barnhart                                                                            | BrasilAndréia · Simone · Andréia Rosa · Tânia · Renata Costa · Maycon · Daniela · Formiga · Ester · Marta · Cristiane · Bárbara · Francielle · Pretinha · Fabiana · Érika · Maurine · Rosana | AlemanyaNadine Angerer · Kerstin Stegemann · Saskia Bartusiak · Babett Peter · Annike Krahn · Linda Bresonik · Melanie Behringer · Sandra Smisek · Birgit Prinz · Renate Lingor · Anja Mittag · Ursula Holl · Célia Okoyino da Mbabi · Simone Laudehr · Fatmire Bajramaj · Conny Pohlers · Ariane Hingst · Kerstin Garefrekes                                           |
| 2012 Londres | Estats UnitsHope Solo · Heather Mitts · Christie Rampone · Becky Sauerbrunn · Kelley O'Hara · Amy LePeilbet · Shannon Boxx · Amy Rodriguez · Heather O'Reilly · Carli Lloyd · Sydney Leroux · Lauren Cheney · Alex Morgan · Abby Wambach · Megan Rapinoe · Rachel Buehler · Tobin Heath · Nicole Barnhart                                                                         | JapóMiho Fukumoto · Yukari Kinga · Azusa Iwashimizu · Saki Kumagai · Aya Sameshima · Mizuho Sakaguchi · Kozue Ando · Aya Miyama · Nahomi Kawasumi · Homare Sawa · Shinobu Ohno · Kyoko Yano · Karina Maruyama · Asuna Tanaka · Megumi Takase · Mana Iwabuchi · Yūki Ōgimi · Ayumi Kaihori | CanadàKarina LeBlanc · Emily Zurrer · Chelsea Stewart · Carmelina Moscato · Robyn Gayle · Kaylyn Kyle · Rhian Wilkinson · Diana Matheson · Candace Chapman · Lauren Sesselmann · Desiree Scott · Christine Sinclair · Sophie Schmidt · Melissa Tancredi · Kelly Parker · Jonelle Filigno · Brittany Timko · Erin McLeod · Melanie Booth · Marie-Ève Nault               |
| 2016 Rio     | AlemanyaAlmuth Schult · Josephine Henning · Saskia Bartusiak · Leonie Maier · Annike Krahn · Simone Laudehr · Melanie Behringer · Lena Goeßling · Alexandra Popp · Dzsenifer Marozsán · Anja Mittag · Tabea Kemme · Sara Däbritz · Babett Peter · Mandy Islacker · Melanie Leupolz · Isabel Kerschowski · Laura Benkarth · Svenja Huth                                            | SuèciaJonna Andersson · Emilia Appelqvist · Kosovare Asllani · Emma Berglund · Stina Blackstenius · Hilda Carlén · Lisa Dahlkvist · Magdalena Ericsson · Nilla Fischer · Pauline Hammarlund · Sofia Jakobsson · Hedvig Lindahl · Fridolina Rolfö · Elin Rubensson · Jessica Samuelsson · Lotta Schelin · Caroline Seger · Linda Sembrant · Olivia Schough                                        | CanadàStephanie Labbé · Allysha Chapman · Kadeisha Buchanan · Shelina Zadorsky · Rebecca Quinn · Deanne Rose · Rhian Wilkinson · Diana Matheson · Josée Bélanger · Ashley Lawrence · Desiree Scott · Christine Sinclair · Sophie Schmidt · Melissa Tancredi · Nichelle Prince · Janine Beckie · Jessie Fleming · Sabrina D'Angelo                                       |
| 2020 Tòquio  | CanadàStephanie Labbé · Allysha Chapman · Kadeisha Buchanan · Shelina Zadorsky · Quinn · Deanne Rose · Julia Grosso · Jayde Riviere · Adriana Leon · Ashley Lawrence · Desiree Scott · Christine Sinclair · Évelyne Viens · Vanessa Gilles · Nichelle Prince · Janine Beckie · Jessie Fleming · Kailen Sheridan · Jordyn Huitema · Sophie Schmidt · Gabrielle Carle · Erin McLeod | SuèciaHedvig Lindahl · Jonna Andersson · Emma Kullberg · Hanna Glas · Hanna Bennison · Magdalena Eriksson · Madelen Janogy · Lina Hurtig · Kosovare Asllani · Sofia Jakobsson · Stina Blackstenius · Jennifer Falk · Amanda Ilestedt · Nathalie Björn · Olivia Schough · Filippa Angeldal · Caroline Seger · Fridolina Rolfö · Anna Anvegård · Julia Roddar · Rebecka Blomqvist · Zećira Mušović | Estats UnitsAlyssa Naeher · Crystal Dunn · Sam Mewis · Becky Sauerbrunn · Kelley O'Hara · Kristie Mewis · Tobin Heath · Julie Ertz · Lindsey Horan · Carli Lloyd · Christen Press · Tierna Davidson · Alex Morgan · Emily Sonnett · Megan Rapinoe · Rose Lavelle · Abby Dahlkemper · Adrianna Franch · Catarina Macario · Casey Krueger · Lynn Williams · Jane Campbell |